# Rubén Gracia Calmache
Rubén Gracia Calmache, més conegut com a Cani (Saragossa, Aragó, 3 d'agost del 1981) és un exfutbolista professional aragonès que jugava com a migcampista interior per ambdues bandes, actualment retirat.

## Carrera esportiva
Començà a jugar al futbol als sis anys, en el Stadium Venecia, un club esportiu del seu barri, i allà estigué fins al seu primer any de categoria infantil. A continuació, en segon any d'infantil, passà al Reial Saragossa, on jugà fins a la categoria juvenil d'últim any. Posteriorment, amb 19 anys, se n'anà cedit a l'Utebo Club de Futbol durant la temporada 2000/2001, jugant a la Tercera Divisió.
La temporada 2001/2002 fou repescat pel Reial Saragossa per a jugar en l'equip filial a la Segona Divisió B, ell ja havia pensat a deixar de dedicar-se a la pràctica del futbol de forma professional, fins i tot havia escrit una sol·licitud de feina per a ser noi de repartiment d'un conegut supermercat, llavors li arribà aqueixa oferta i en aquesta mateixa campanya debutà amb el primer equip en Primera Divisió, el dia 11 de maig de 2002, en la jornada 38 de Lliga, front al Barça en La Romareda. L'equip aragonès ja havia consumat el seu descens a la Segona Divisió i sortí en el minut 60 en substitució de Galletti. En el primer baló que tocà li va fer un 'caño' al barcelonista Reiziger.
En la següent temporada començà ja en el primer equip jugant a la Segona Divisió, amb Paco Flores com a entrenador. Jugà fins a desembre amb fitxa de l'equip filial, pel lluïa el dorsa '29', però en aquestes dates firmà el seu primer contracte professional i passà a portar el '17'.
El seu primer gol en Lliga el va fer davant l'Oviedo, en el Nuevo Carlos Tartiere, en una demostració d'habilitat i qualitat tècnica. Des d'aquest moment es va fer titular en la mitjapunta i portà l'equip a l'ascens a la primera divisió. Acabà jugant un total de 24 partits, en els quals convertí 5 gols.
En la tornada a la màxima categoria del futbol espanyol, lluí el dorsal '8', que fins llavors havia estat portat per Santiago Aragón, tota una institució en el Saragossa. Disputà 32 partits, 23 d'ells com a titular, i marcà 4 gols. Fou molt utilitzat per les dues bandes en el mig del camp, sobretot en la meitat de taula i guanyant la Copa del Rei en l'estadi de Montjuïc de Barcelona davant el Reial Madrid 3-2. Tot i això, Cani fou expulsat durant el partit.
La seva segona temporada en Primera, jugà en competicions europees amb el Reial Saragossa. Fou una temporada més bé gris tant per a ell com per a l'equip, i quasi sempre jugà en la banda dreta disputant-se el lloc amb Galletti. Deixà grans mostres de classe en La Corunya davant el Deportivo, on donà un recital i marcà un golàs. Tot i això, fou molt discutit per l'afició, que li criticava per la seva irregularitat i falta de practicitat, i això provocà una situació molt incòmoda cada vegada que jugaba en La Romareda.
La temporada 2005/06, Cani es consagrà com un dels millots jugadors del Saragossa i del seu lloc en el futbol nacional. Es mou amb soltura en les dues bandes i fou un dels màxims assistents de la Lliga.
En finalitzar aquesta mateixa temporada, i a causa de malentenguts amb Alfonso Soláns Soláns, expresident del Saragossa, a la seva mala relació amb el públic de La Romareda i als seus desitjos de canviar de club de la seva terra i fitxà pel Vila-real CF, en un traspàs valorat en 8,4 milions d'euros. Cani fou un dels homes fixos en el conjunt de la Plana. Però començà sent irregular fent que finalment començara els partits a la banqueta, encara que la seva recuparació en el joc va fer que recobrara la titularitat en la recta final de temporada, marcant així 4 gols i disputant 35 partits, alguns incomplets. Amb el Vila-real ha jugat la majoria de partits per la banda dreta però amb llibertat de moviments i amb tendència a desplaçar-se al centre del camp.
La següent temporada fou la pitjor del futbolista aragonès. Juga 32 partits i pràcticament tots incomplets començant a la banqueta i no marcà cap gol amb la samarreta grogueta. L'arribada de Santi Cazorla eclipsà al jugador que no tingué a penes oportunitats.

## Palmarès

### Campionats estatals
| Títol        | Club            | Any  |
| ------------ | --------------- | ---- |
| Copa del Rei | Reial Saragossa | 2004 |
| Supercopa    | Reial Saragossa | 2004 |

### Distincions individuals
| Distinció                  | Any  |
| -------------------------- | ---- |
| Millor esportista aragonès | 2005 |